# АК (компас)
АК (рус. Артиллерийский Компас) — советский военный компас, предназначенный для нужд артиллерийских подразделений.
Наряду с компасом Адрианова он считался самым распространённым навигационным инструментом в вооружённых силах СССР.

## Конструкция

Артиллерийский компас АК с откинутой крышкой:
1 — корпус компаса, 2 — вращающееся кольцо лимба, 3 — лимб, 4 — крышка с зеркалом (а), вырезом под визир (б) и фиксатором (в), 5 — выступ арретира стрелки.

Конструкция компаса АК в целом аналогична конструкции компаса Адрианова, однако имеет ряд нововведений. В отличие от компаса Адрианова компас АК снабжён откидной предохранительной крышкой, на внутренней стороне которой имеется небольшое зеркало. Это зеркало может быть использовано при визировании для наблюдения за магнитной стрелкой и лимбом, что позволяет одновременно выверять ориентировку компаса и отсчитывать угол по лимбу. Визирная прорезь и мушка жёстко закреплены на корпусе компаса.
Кольцевой лимб компаса АК имеет шкалу, размеченную в тысячных с ценой деления, равной 100 тысячным, что в градусной сетке соответствует углу 6°. Подписи к делениям нанесены с шагом в 500 тысячных.
На защитное стекло компаса нанесена директриса в виде яркой белой полосы, которая точно совмещена с нулевым направлением лимба. Магнитная стрелка компаса АК снабжена тормозом, который срабатывает автоматически при закрывании откидной предохранительной крышки.
Для более точного использования компаса совместно с топографической картой и прочерчивания направлений одна из сторон его основания имеет шкалу линейки с миллиметровыми делениями.